# Weedeater
Weedeater ist eine US-amerikanische Stoner-Doom- und Sludge-Band aus Wilmington, North Carolina, die im Jahr 1997 gegründet wurde.

## Geschichte
Die Band wurde im Jahr 1997 von dem Bassisten und Sänger Dave „Dixie“ Collins und dem Gitarristen Keith Kirkum gegründet, nachdem sich deren vorherige Band Buzzov•en aufgelöst hatte. Im Jahr 2001 folgte über Berserker Records das Debütalbum …and Justice for Y’all, dem sich 2002 das zweite Album Sixteen Tons anschloss. Beide Alben wurden von Billy Anderson produziert. In der Folgezeit schlossen sich Konzerte zusammen mit Corrosion of Conformity und Alabama Thunderpussy an. Zudem spielte Collins kurzzeitig bei Bongzilla und Sourvein. Im Jahr 2007 erschien das dritte Album God Luck and Good Speed. Nachdem im Jahr 2011 das Album Jason… the Dragon veröffentlicht worden war, folgten Auftritte in den USA und Europa. Das Album sollte eigentlich schon im Jahr 2010 erscheinen, jedoch hatte sich Collins beim Gebrauch seiner Schrotflinte verletzt, wodurch er einen Zeh verlor.

## Stil
Laut Eduardo Rivadavia von Allmusic spiele die Band auf Sixteen Tons eine klassische Mischung aus Stoner Rock, Doom Metal und Sludge. Grayson Currin von pitchfork.com ordnete God Luck and Good Speed dem Stoner Rock zu, wobei die Gruppe pragmatischer als Sleep und „hämmernder“ als Bongzilla klinge. Laut Noel Gardner von drownedinsound.com spiele die Band auf Jason… the Dragon klassischen Sludge, vergleichbar mit den Werken von Gruppen wie EyeHateGod, Grief und Iron Monkey.

## Diskografie
- 2001: …and Justice for Y’all (Album, Berserker Records)
- 2002: Sixteen Tons (Album, Crucial Blast Records)
- 2007: God Luck and Good Speed (Album, Southern Lord)
- 2011: Jason… the Dragon (Album, Southern Lord)
- 2015: Goliathan (Album, Season of Mist)